# 罗弘信
罗弘信（836年—898年），本名罗宗弁，字德孚，爵封北平郡王，谥莊肃，晚唐军阀，魏州贵乡县（今河北省大名县）人。文德元年（888年）利用士兵对前任魏博节度使乐彦祯及其子乐从训的不满以节度使身份控制魏博后以节度使身份管治魏博。他开始了罗家三代人（他和其子罗绍威、孙罗周翰）对魏博的管治，直至后梁年间。

## 家世背景
罗宗弁先世是長沙人。祖先北遷到了魏博军部魏州，居住在魏州主城的两县之一贵乡。
曾祖罗秀、祖父罗珍、父罗让都是魏博軍的軍官。青年时的罗宗弁也是如此，先后效力节度使韩简和乐彦祯。善骑射，状貌雄伟。未知何时改名罗弘信。

## 接管魏博
文德元年二月，魏博牙兵因乐彦祯之子乐从训招募亲兵而与乐彦祯关系紧张。乐从训害怕，逃离魏州。乐彦祯任他为相州刺史，允许他从魏州获取甲兵、金帛武装自己的军队，牙兵愈发起疑。
乐彦祯察觉气氛紧张，害怕牙兵兵变，於是剃髮出家。牙兵推都将赵文㺹为留后。乐从训聚兵三万进军魏州，想竞争节度使继承人。赵文㺹拒不出战，为士兵所杀。时罗弘信为马牧监，当时有人称看见白鬚老翁预言罗弘信将为新节度使，罗弘信便站出来领导军众，四月，在牙军推戴下，自称权知留后，迎战乐从训，败之。乐从训撤到内黄，罗弘信围之。
乐彦祯和邻镇军阀宣武军节度使朱全忠交好，但魏博军驱逐乐彦祯时杀了朱全忠的使者押牙雷邺。乐从训因此求救于朱全忠。朱全忠派都指挥使朱珍、踏白都副将王檀等自白马渡河，攻下魏博治下黎阳、临河、李固三城，逼近内黄，最初打败了魏博军，魏博将周儒、邵神剑被王檀所俘。但乐从训试图突围时，被罗弘信部将程公信攻杀于洹水。乐彦祯也被处决，父子都被枭首军门。罗弘信又派使者用重礼犒劳朱全忠军，请求修好，朱全忠撤军，罗弘信因而在无人反对的情况下接管了魏博。四月，唐昭宗下诏加罗弘信工部尚书，权知节度留后。

## 前期统治
同年七月，昭宗加罗弘信金紫光禄大夫、检校尚书右仆射，充魏博节度观察处置等使，次年又封豫章郡公，加检校司空、同平章事。
当时，罗弘信治下的魏博夹在彼此强烈敌对的两大军阀朱全忠和河东节度使李克用之间。罗弘信起初想在两者之间独善其身。如龙纪元年（889年），李克用攻东昭义节度使孟方立于邢州，迫孟方立沮丧自杀，其弟孟迁求助于朱全忠。朱全忠遣将赵昌嗣向罗弘信借粮食马匹，想借道魏博的相州、卫州派出援军讨李克用，但罗弘信拒绝，朱全忠只能派出数百精兵助孟迁；孟迁最终被迫降于李克用。大顺元年（890年）六月，正值昭宗讨伐李克用，因罗弘信与成德军节度使王镕相请，德州刺史、权知沧州兵马留后卢彦威被任为检校尚书右仆射，兼沧州刺史、御史大夫，充义昌军节度、沧德观察处置等使。当月，朱全忠想借道魏博攻河东，罗弘信因当初雷邺之事害怕，正通好河东，故再次拒绝，也没有出兵帮昭宗讨伐李克用，朱全忠便从黎阳渡河攻魏博。待昭宗军为李克用所败，朱全忠又以罗弘信观望为由，十二月，派万骑讨魏博，以丁会、葛从周率众渡河取黎阳、临河，庞师古、霍存下淇门、卫县，自领大军后继。次年正月，罗弘信守内黄，遣使求救于李克用，李克用也出兵，但罗弘信自内黄至永定桥五战皆败，大将马武等被擒，又被攻陷十县、斩首万余级，故元城被屠，于是遣使厚币求和，朱全忠下令停止焚掠，归还战俘，罗弘信感悦，从此降服于朱全忠。

## 后期统治
但降服于宣武军的罗弘信起初并没有和河东断绝关系。如乾宁元年（894年），李克用的盟友天平军节度使朱瑄及其堂弟泰宁军节度使朱瑾遭宣武军攻打时，求救于李克用，李克用得罗弘信许可经魏博派出了骑将安福顺率领的援军，次年又派出史俨、李承嗣率领的援军。
乾宁三年（896年）正月，李克用再次经魏博派出养子李存信、李瑭等率领的援军以救天平、泰宁，罗弘信最初也允许了。但朱全忠写信警告罗弘信，李克用志在吞并河朔，一旦天平、泰宁战事结束，李存信将攻魏博。李存信又劫掠魏博乡里，激怒了罗弘信。罗弘信愤而发兵三万夜袭李存信军于莘县，迫其逃去。这被认为是朱全忠讨伐朱瑄、朱瑾战事的转折点，此后李克用再不能经魏博派军援助朱瑄、朱瑾。朱全忠又尊敬地称罗弘信为兄，进一步巩固了和罗弘信的关系。
同年三月，李克用大举攻魏博，掠相州、魏州，攻李固、洹水，败杀万余魏博军，进逼魏州。朱全忠派部将葛从周、氏叔琮援魏博，败李克用于洹水，俘其子铁林指挥使李落落，李克用本人也几乎被俘。李克用想向朱全忠赎回李落落，朱全忠却将李落落交给罗弘信并让罗弘信杀了他，使魏博和河东完全决裂。李落落既死，李克用撤军。但从此李克用每每侵扰相州、魏州，六月，破相州成安、洹水、临漳等十余邑。七月，李克用派李存信攻罗弘信，并征兵于附庸于自己的卢龙节度使刘仁恭，刘仁恭以契丹入侵推托。九月，李存信攻贝州临清，葛从周等引军来援，大败于宗城北，李存信进攻魏州。十月，李克用在白龙潭败罗弘信，追到魏州观音门，因朱全忠救兵到而还。百姓因李克用侵扰，十死其九。同年冬，李克用再攻魏博，由于朱全忠救助罗弘信而再次失败。四年（897年）正月天平、泰宁被宣武军攻陷后，李克用也不再尝试打通魏博了。
五年（898年）三月，卢彦威被刘仁恭子刘守文所败来投，罗弘信不纳。朱全忠与刘仁恭修好，会同魏博军攻太行山以东昭义镇李克用辖下邢州、洺州、磁州三州。联军很快取胜，五月，攻陷三城，消除了李克用留在太行山东的势力。当年，李克用再讨罗弘信，先锋李嗣本破相州汤阴。罗弘信累官至检校太师，其妻自越国夫人进封燕国夫人，九月，守侍中，封为临清郡王，后进长沙郡王。累官检校太尉、兼中书令。
当月，罗弘信卒。魏博军推其子节度副使罗绍威知留后，后得昭宗认可。罗弘信死后累赠守太师，追封北平王，谥庄肃。娶赵国夫人吕氏，先卒，又娶吴国夫人王氏，未详自越国夫人进封燕国夫人的是哪位妻子。罗弘信父罗让本为检校司空，累赠太师，封南阳王，妻宋氏封越国太夫人。
后朱全忠称帝，建立后梁，即太祖皇帝。乾化二年（912年），梁太祖追封罗弘信为赵王。